# Belgia na Letnich Igrzyskach Olimpijskich 1972
Belgię na Letnich Igrzyskach Olimpijskich 1972 reprezentowało 88 zawodników.

## Zdobyte medale
| Medal  | Zawodnik       | Dyscyplina    | Konkurencja      |
| ------ | -------------- | ------------- | ---------------- |
| Srebro | Karel Lismont  | Lekkoatletyka | maraton mężczyzn |
| Srebro | Miel Puttemans | Lekkoatletyka | 10000 m          |